# Березниківське сільське поселення (Бабушкінський район)
Березникі́вське сільське поселення (рос. Березниковское сельское поселение) — сільське поселення у складі Бабушкінського району Вологодської області Росії.
Адміністративний центр — село Воскресенське.

## Населення
Населення сільського поселення становить 450 осіб (2019; 602 у 2010, 707 у 2002).

## Історія
До 2001 року центром Березниківської сільської ради був присілок Васильєво. 2020 року був ліквідований присілок Гарьовка.

## Склад
До складу сільського поселення входять:
| Населений пункт       | Населення, осіб (2002) | Населення, осіб (2010) |
| --------------------- | ---------------------- | ---------------------- |
| Борисово, присілок    | 13                     | 3                      |
| Васильєво, присілок   | 190                    | 182                    |
| Волгіно, присілок     | 2                      | 4                      |
| Воскресенське, село   | 401                    | 335                    |
| Гарьовка, присілок    | 0                      | 0                      |
| Горка, присілок       | 5                      | 3                      |
| Грушино, присілок     | 0                      | 0                      |
| Дмитрієво, присілок   | 22                     | 2                      |
| Душнево, присілок     | 64                     | 68                     |
| Житниково, присілок   | 0                      | 0                      |
| Легітово, присілок    | 4                      | 2                      |
| Мінькіно, присілок    | 4                      | 0                      |
| Павлово, присілок     | 0                      | 0                      |
| Погорілово, присілок  | 0                      | 0                      |
| Скородумово, присілок | 2                      | 3                      |